# Kóken japán császárnő
Kóken császárnő (孝謙天皇; Hepburn: Kōken-tennō, ’718. – 770. augusztus 28.’), más néven Sótoku császárnő (称徳天皇; Hepburn: Shōtoku-tennō), volt (Kóken császárnőként) Japán 46. és (Sótoku császárnőként) a 48. uralkodója a hagyományos öröklési rend szerint. Kóken császárnő először 749-től 758-ig uralkodott, majd a Fudzsivara no Nakamaro lázadást követően Sótoku császárnőként ismét trónra lépett 765-től haláláig, 770-ig. Kóken császárné része volt egy Raszputyin-szerű viszonynak Dókjó szerzetessel, akit papi főminiszterré nevezett ki 765-ben. 766-ban Hóóvá (papi császárrá) lépett elő, és 770-ben önerőből kísérletet tett a trón megszerzésére. A császárnő halála, illetve az arisztokrácia ellenállása döntötte romba tervét. 
Ez az eset volt az oka annak, hogy később átköltöztették Narából (Heidzsó) a fővárost. 
Japán történelmében Kóken/Sótoku volt a hatodik a nyolc nő közül, aki császárnői rangot töltött be. Az őt megelőző másik öt uralkodónő Szuiko, Kógjoku Szaimei, Dzsitó, Gemmei, Gensó voltak, utána Meisó és az utolsó császárnő Go-Szakuramacsi volt.

## Származása
Kóken császárnő személyes, uralkodás előtti neve (imina) Abe (阿倍). volt. Apja Sómu császár, anyja Kómjó császárnő volt.
Kókennek a tradíció szerint közvetlen a sírhelyénél kell tiszteletet nyilvánítani. A Császári Háztartás Ügynöksége a narai Takano Császári Mauzóleumot (Takano Miszaszagi, ’高野陵’) jelöli meg Kóken nyughelyeként. A helyszín az érdeklődők számára is látogatható.

## Élete
749. augusztus 19-én (Tenpjó-kanpó 1, 7. hónap 2. napján) Sómu-tennó uralkodásának 25. évében (聖武天皇二十五年) a császár lemondott trónjáról, örökösének (senso) pedig lányát jelölte meg. Kóken nem sokkal ezután el is foglalta a trónt. 757-ben összeesküvésre tettek próbát Kóken császárnő uralkodásának megdöntésére, ám az sikertelennek bizonyult. 758-ban Kóken császárnő lemondott a trónról unokatestvére javára, aki Dzsunnin császárként lett ismert. A császárnő 10 évig uralkodott. 764-ben Dzsunnin-tennó uralkodásának hatodik évében a császárt leváltotta örökbefogadó anyja, és az egykori császárnő, Kóken örökölte meg a trónt.
765. január 26-án (Tenpjó-hódzsi 9, 1. hónap 1. napján (天平宝字九年一月一日)) Kóken hivatalosan is ismét trónra (sokui) lépett, immár Sótoku császárnőként. 770. augusztus 28-án (Dzsingo-keiun 4, 8. hónap 4. napja (神護景雲四年八月四日): Sótoku császárné 57 évesen meghalt, üresen hagyva ezzel a trónt. Őt követte az első unokatestvére, Kónin császár, akit kétszer is leváltanak. Sótoku császárné öt évig uralkodott.

## Uralkodásának időszakai
Kóken uralkodásának jól elkülöníthető szakaszai vannak, amiket nem lehet lefedni egy korszak névvel vagy nengóval.
- Tenpjó-kanpó (749)
- Tenpjó-sóhó (749-757)
- Tenpjó-hódzsi (757-765)

Sótoku uralkodásának jól elkülöníthető szakaszai vannak, amiket nem lehet lefedni egy korszak névvel vagy nengóval.
- Tenpjó-hódzsi (757-765)
- Tenpjó-dzsingo (765-767)
- Dzsingo-keiun (767-770)

## Hagyatéka

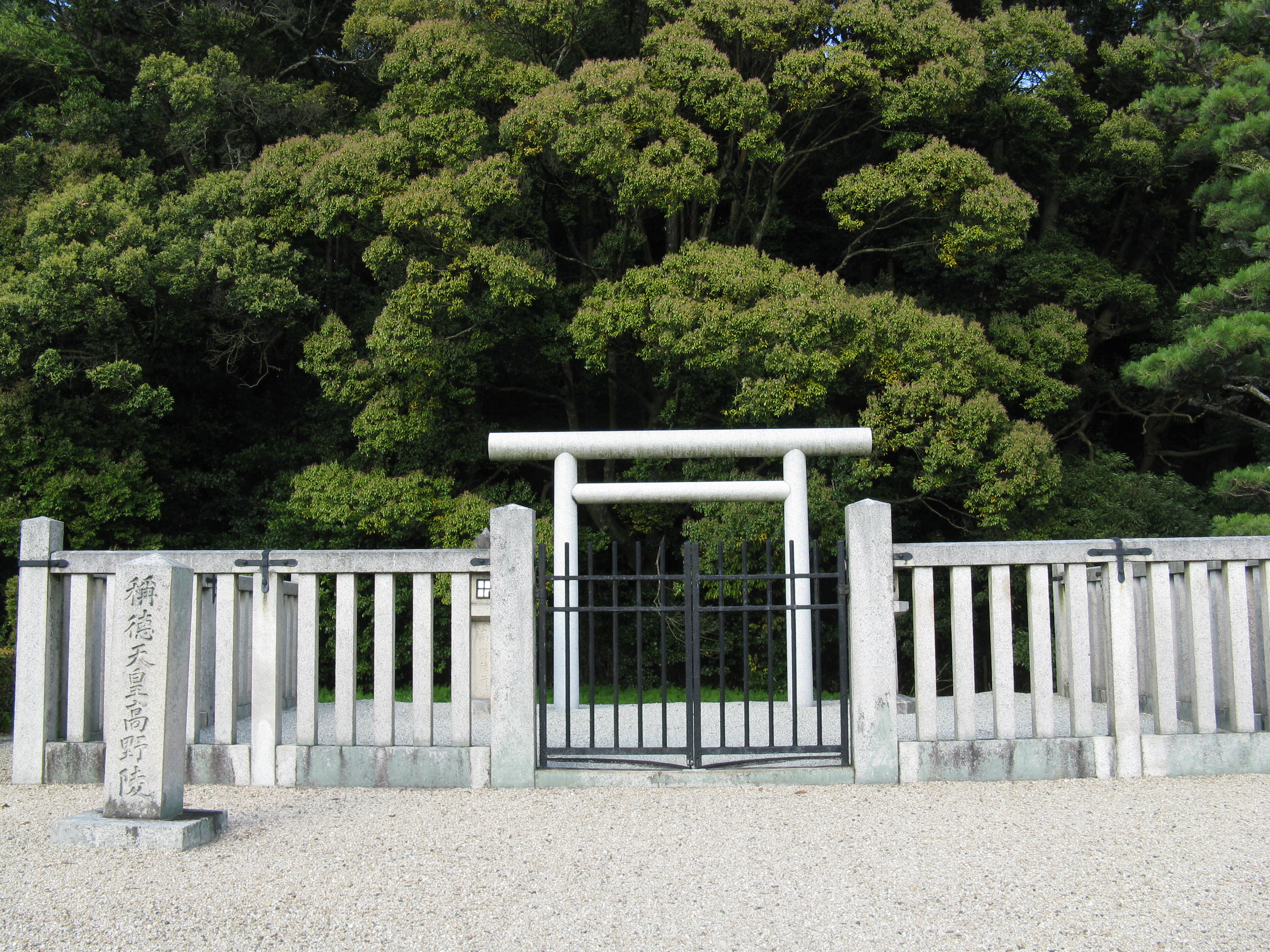
Takano no Miszaszagi

Kóken uralkodása viharos volt. Túlélt két puccskísérletet is Tacsibana Naramaro, majd Fudzsivara no Nakamaro szervezésében. Ma már főképpen azért emlékeznek nevére, mert állítólag viszonya volt egy Dókjó (道鏡) nevű buddhista szerzetessel, akit számos címmel és hatalommal ruházott fel.
Az uszai Hacsiman (八幡) kami szentélyéből származott egy jóslat, mely szerint a szerzetesből lesz az új császár. Azonban amikor a császárnő elküldte Wake no Kijomarot (和気清麻呂), hogy megbizonyosodjon a jövendölésről, Hachiman úgy határozott, hogy csak császári leszármazott léphet a trónra.
A többi hét uralkodó császárnéhoz hasonlóan, kiknek örökösei azon férfiak közül lett kiválasztva, akik az apai császári vérvonalhoz tartoztak, őt is egy férfi unokatestvére követte. Ez az oka annak, hogy egyes konzervatív tudósok azt állítják, hogy a nők uralkodása csak ideiglenes, és fent kell tartani a csak férfiak általi uralmat a 21. században. E hagyományos nézet alól egyedül Gensó császárnő képez kivételt, aki anyját, Gemmei császárnőt követte a trónon.
Egyik fő intézkedése, hogy egymillió „imatalizmán” (Hjakumantó Darani (百万塔陀羅尼)) készítésére adott parancsot, ezekből több is fennmaradt: a 770-ből származó kis tekercsek a legkorábbi nyomtatványok közé tartoznak az egész világon.

## Kugjó
Kugjó (公卿) egy gyűjtőfogalom, azon kevés nagy hatalommal rendelkező embert jelenti, akik csatlakoztak a japán császári udvarhoz a Meidzsi-kor előtti időkben. Azokban az években is, amikor az udvar tényleges befolyása a császári palota falain kívül minimális volt, a hierarchia megmaradt.
Gyakorlatilag ez az elit csoport csak három vagy négy tagot számlált egy időben. Ők voltak az örökletes udvaroncok, akik a tapasztalataik és hátterük segítségével karrierjük csúcsára emelkedhettek. Kóken uralkodása alatt ők jutottak a Daidzsókan csúcsára:
- Taihó (大宝?): Emi no Osikacu (hivatalosan Fudzsivara no Nakamaro)[4]
- Legfőbb személynök (Daidzsó-daidzsin) (太政大臣?):
- Balfelőli személynök (Szadaidzsin) (左大臣?): Tacsibana no Moroe (hivatalosan Kacuragi-ó, Kacuragi herceg) (Komjó császárnő féltestvére).[4]
- Jobbfelőli személynök (Udaidzsin) (右大臣?): Fudzsivara no Tojonari (Fujivara no Mucsimaro elsőszülött fia)[4]
- Jobbfelőli személynök (Udaidzsin) (右大臣?): Fudzsivara no Nakamaro (Fudzsivara no Mucsimaro második fia)[4]
- Nadaidzsin (内大臣?)
- Dainagon (大納言?)

## Fordítás
Ez a szócikk részben vagy egészben  az   Empress Kōken című angol Wikipédia-szócikk ezen változatának fordításán alapul.  Az eredeti cikk szerkesztőit annak laptörténete sorolja fel. Ez a jelzés csupán a megfogalmazás eredetét és a szerzői jogokat jelzi, nem szolgál a cikkben szereplő információk forrásmegjelöléseként.